# Медобори (заповідник)
Запові́дник «Медобо́ри» — природоохоронна територія в Україні, в межах  Чортківського та, частково, Тернопільського районів Тернопільської області.
Заповідник створено з метою збереження у природному стані унікальних природних комплексів Подільських Товтр (Медоборів), генофонду рослинного і тваринного світу та використання їх у наукових цілях. На території заповідника «Медобори» функціонують екологічні стежки «Гостра Скеля», «Пуща відлюдника», «Богит». До 2010 року частиною заповідника був його філіал — «Кременецькі гори» (нині Національний природний парк «Кременецькі гори»).
Адреса адміністрації заповідника:
- Вул. Міцкевича, 21,
48210,   селище Гримайлів, Чортківський район, Тернопільська область

## Історія
У рельєфі Подільської височини чітко виступає смуга Товтр — вузького горбистого пасма, ізольованих горбів, гребенів, які підіймаються над прилеглою територією на 60—100 м. Назва Медоборів пішла від іллірійського «medubaris», що означає «між долинами». Це горбисте пасмо тягнеться з північного заходу на південний схід від смт Підкамінь Львівської області через Тернопільську і Хмельницьку області та Молдову до Румунії. У центральній частині Товтрової гряди та у західній частині Кременецького кряжу на території Тернопільської області постановою Ради Міністрів УРСР від 8 лютого 1990 року № 25 був створений державний заповідник. Указом Президента України від 20 вересня 2000 року № 1095 його територію було розширено. Вона складалася з двох частин, а саме: «Медобори» (9521,0 га, Гусятинський і Підволочиський райони) і «Кременецькі гори» (1000,0 га, Кременецький р-н). Крім головного пасма до складу «Медоборів» увійшли урочища «Шум», «Козина», «Кокошинський ліс», які є недалеко від основного масиву і становлять значну созологічну цінність, а також дещо відокремлені вапнякові останцеві горби зі степовою рослинністю.
Питання охорони Товтр порушувалося ще на початку XX ст. польськими науковцями. У 1910 році тут були утворені степові резервати гір Гостра та Ципель з метою охорони моховатково-коралових скель сарматського віку з подільськими степовими рослинами. Тоді ж було обґрунтовано створення лісового резервату Волиці (нині — Краснянське лісництво). У 1963 році на нинішній території заповідника було оголошено пам'ятку природи загальнодержавного значення — «Кременецькі гори» площею 1000,0 га, а у 1982 році — Медобірський геологічний заказник загальнодержавного значення площею 8071 га.

## Природні умови
Товтри є унікальною пам'яткою природи та геологічного минулого, не тільки Поділля, а і Європи. Вони формувалися 15—20 млн років тому в прибережних водах теплого Галіційського (Сарматського) моря, що розміщувалося уздовж зовнішнього краю Карпат. Основні рифоутворювачі — відмерлі рештки морських організмів із вапняковим скелетом (літотамнієві водорості, моховатки, серпули). Вони й утворили пасмо, південно-західний схил якого крутий, а північно-східний — пологий.
Завдяки осадовим відкладам рифоутворювачі добре збереглися у прижиттєвому положенні з характерними ознаками та формами. В цілому це ще одна відмінність, що визначає унікальність Товтр для цілої Європи.
Орографічно у Товтровому пасмі виділяється головне пасмо, утворене ланцюгом горбів, яке вирізняється найбільшими абсолютними висотами та масивною будовою, та бокові гряди та групи товтр, що обрамлюють його. Відносна висота пасма становить 50—60 м, а над долиною річки Збруч — до 100 м. Гора Богит є найвищою вершиною заповідника (414 м). На вершинах пасма багато мальовничих скель, кам'яних полів, складених десятками різновидів вапняків з рештками різноманітних морських організмів. Потужні вапняки сприятливо впливають на розвиток різних форм карстового рельєфу — від дрібних каррових ямок і рівчаків до великих печер, лійок, колодязів, які поглинають воду. Тут є печери «Перлина», «Христина» та «Відлюдника».
Клімат території заповідника характеризується м'якою зимою (середня температура січня −3 °C) і помірно теплим літом (середня температура липня +18 °C). Значна кількість опадів (620 мм на рік) створює сприятливі умови для росту середньоєвропейських лісових видів. У ґрунтовому покриві переважають сірі суглинкові ґрунти на лесах, лесоподібних суглинках та делювії вапняків.

## Флора

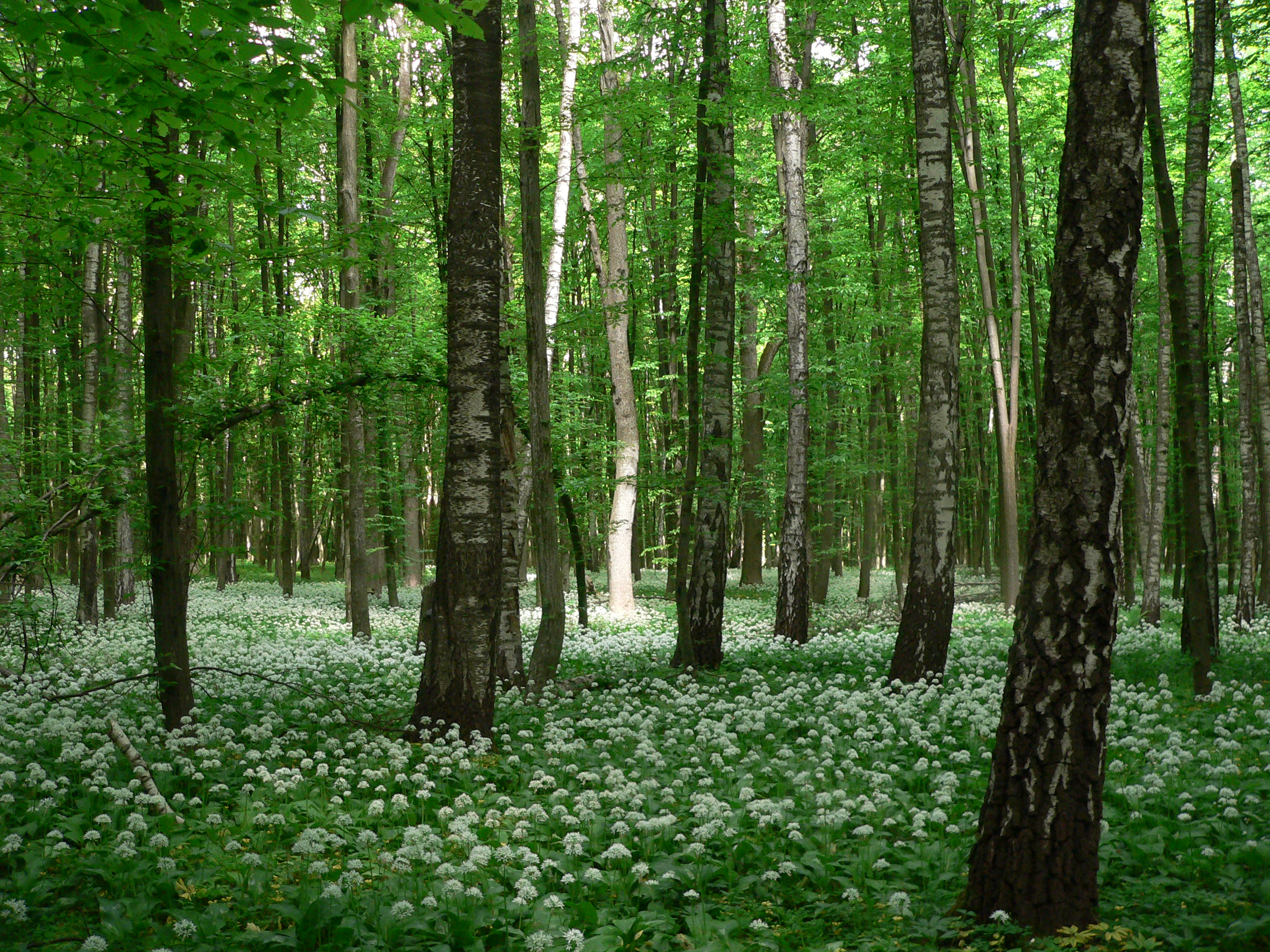
Квітування цибулі ведмежої в Медоборах

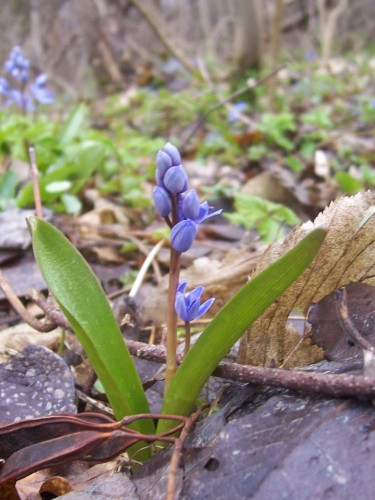
Проліска дволиста в Медоборах

Дослідження флори Товтрового кряжу в цілому та Медоборів зокрема мають більше ніж півторавікову історію. Перші ботанічні дослідження розпочато В. Бессером та А. Анджейовським, що зафіксовано у їхніх працях.
Значна частина території (понад 93 %) заповідника вкрита дубово-грабовими, грабово-дубовими, дубово-грабово-ясеневими та дубово-буковими лісами. Є і чисті бучини незначної площі, східна межа поширення яких проходить саме в заповіднику. У підліску переважають бруслини європейська та бородавчаста, гордовина, ліщина звичайна, свидина.
Флора заповідника нараховує близько 1000 видів вищих судинних рослин зі значною часткою рідкісних, ендемічних, реліктових і примежово-ареальних видів. До Червоної книги України занесено 44 види: ясенець білий, шиверекію подільську, цибулю ведмежу, астранцію велику, місячницю гірську, лілію лісову, шафран Гейфеля (зростає на цій території на межі свого ареалу), 12 видів орхідних, серед яких зозулині черевички справжні, любка дволиста, гніздівка звичайна та інші, до Європейського Червоного списку — 6 видів рослин.
Незначними за площею, але унікальними є ділянки степової, наскельно-степової та лучно-степової рослинності з рідкісними формаціями осоки низької, ковили волосистої та пірчастої. Тут, крім характерних степових видів, росте багато волино-подільських ендемічних та примежово-ареальних видів: шавлія зарослева і кременецька, шиверекія подільська, самосил гірський, змієголовник австрійський, аконіт кущистий і шерстистовустний, ясенець білий, дикорослі коноплі звичайні, ковила пірчаста та волосиста, вівсюнець Бессера, ломиніс цілолистий, півники угорські, цибуля подільська, молочай волинський, зіновать біла, суниці лісові, подільська та Блоцького, дев'ятисил осотовий.
На території заповідника підтверджено зростання 160 видів мохоподібних, 188 — лишайників, 369 видів грибів. Місцева флора багата медоносними, лікарськими та вітамінними рослинами. Тут охороняються також багато регіонально рідкісних видів: авринія скельна, гадючник шестипелюстковий, перстач білий, коноплі звичайні, півники злаколисті, півники угорські, холодок лікарський, цибуля гірська тощо.
До Зеленої книги України віднесено 7 рослинних угруповань: 2 лісових і 5 степових угруповань.

## Фауна

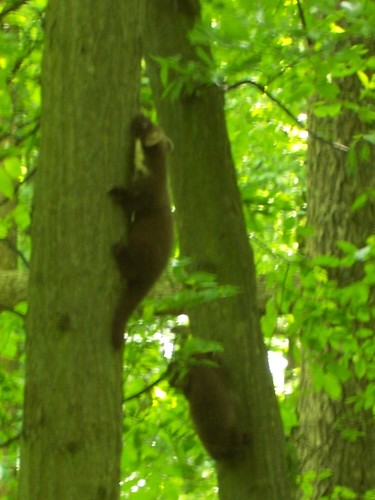
Куниці у медоборських лісах

Різновікові деревостани, висока залісненість схилів, перемежування їх зі степовими ділянками, що поросли різнотрав'ям і островами ягідних кущів, створюють сприятливі умови для оселення тварин, які утворюють типову лісостепову групу. У заповіднику трапляються усі фонові види Подільсько-Придністровського зоогеографічного району. З фауни безхребетних на сьогодні виявлено понад 2500 видів комах, з яких 22 занесено до Червоної книги України. Серед них: жук-олень, мнемозина, махаон, вусач мускусний, сатурнія руда, джміль моховий, стрічкарка блакитна, ксилокопа звичайна тощо.
З хребетних на заповідній території виявлено 9 видів риб, 11 — земноводних, 7 — плазунів. Орнітофауна є найчисельнішою групою хребетних у заповіднику і нараховує 188 видів. В основному це типові для даної території види, із яких 14 занесені до Червоної книги України. Це підорлик малий та великий, лунь польовий, кам'яний дрізд, сипуха, сова довгохвоста, сорокопуд сірий та інші. Ссавці у заповіднику представлені 47 видами. Звичайними тут є представники гризунів та хижих. З великих звірів на заповідній території можна зустріти сарну європейську, свиню дику, лисицю. В межах заповідника проживає 6 видів ссавців, занесених до Червоної книги України: борсук, горностай та 4 види рукокрилих. Загалом охороняються 34 «червонокнижні» види тварин. Тут мешкають також 7 видів тварин, занесених до Європейського Червоного списку: нічниця велика, вухань бурий, деркач, слимак виноградний, жук-самітник тощо. Особливої уваги заслуговують рукокрилі, які населяють печеру «Перлина» та інші, переважно невеликі печери. У тому числі вечірниця мала, підковоніс малий та нічниця довговуха. У великій кількості представлена нічниця велика — вид, занесений до Червоної книги України та Європейського Червоного списку.

## Історична цінність
Багата територія заповідника на історичні пам'ятки, датовані X—XIII століттями, зокрема, археологами виявлено язичницькі святилища. У той період тут одночасно існувало три різнотипні городища-святилища: Богит, Ґовда та Звенигород. Найкраще збереженим виявилось капище на горі Богит, де в X—XIII століттях стояв всесвітньовідомий Збруцький ідол (Святовит), який відображав божество слов'ян. Цю унікальну історико-культурну пам'ятку було знайдено 1848 року в річці Збруч, поблизу села Личківці за вказаним географічним місцем у знайденому в архівах описі релігійних оргій, присвячених весняному пробудженню природи.
На території городищ-святилищ знайдено та досліджено хлібні печі, гуральні, жертовні колодязі та довгі будинки-контини, у яких, як свідчать письмові джерела, слов'яни-язичники збирались для виконання обрядів, зокрема жертвоприношень та релігійних оргій. Функціювання городищ-святилищ та обслуговування прочан забезпечували селища-супутники, яких тут відомо 15. Розташовувались вони неподалік городищ. Ці слов'янські городища-святилища разом із селищами-супутниками становлять єдиний археологічний комплекс — «Збруцький культовий центр». Важливу роль у його діяльності відіграли цілющі джерела, які існують донині.

### Території природно-заповідного фонду у складі ПЗ «Медобори»
Нерідко, оголошенню національного парку або заповідника передує створення одного або кількох об'єктів природно-заповідного фонду місцевого значення, внаслідок чого, великий природний заповідник фактично поглинає раніше створені об'єкти природно-заповідного фонду. Проте їхній статус зазвичай зберігають. Наприклад, на території природного заповідника «Медобори» розташований об'єкт природно-заповідного фонду України — геологічна пам'ятка природи загальнодержавного значення «Печера Перлина».

## Світлини

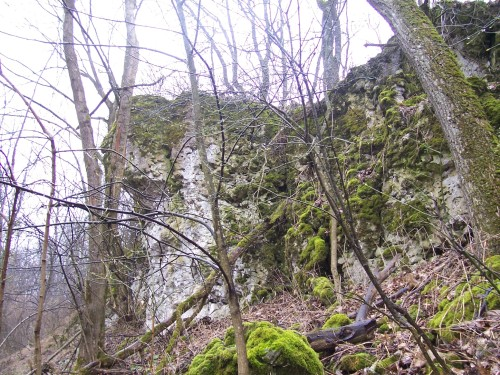
Скелясті схили біля гори Богит
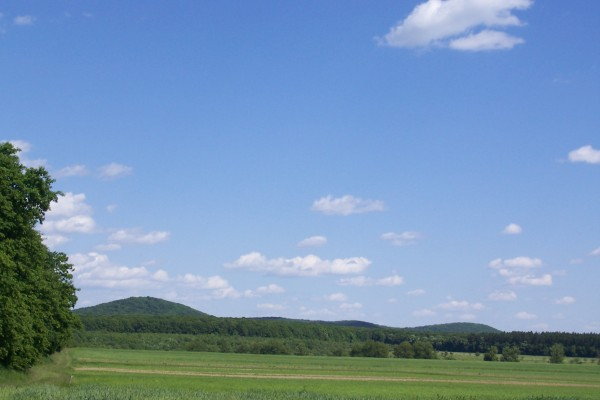
Медоборський краєвид
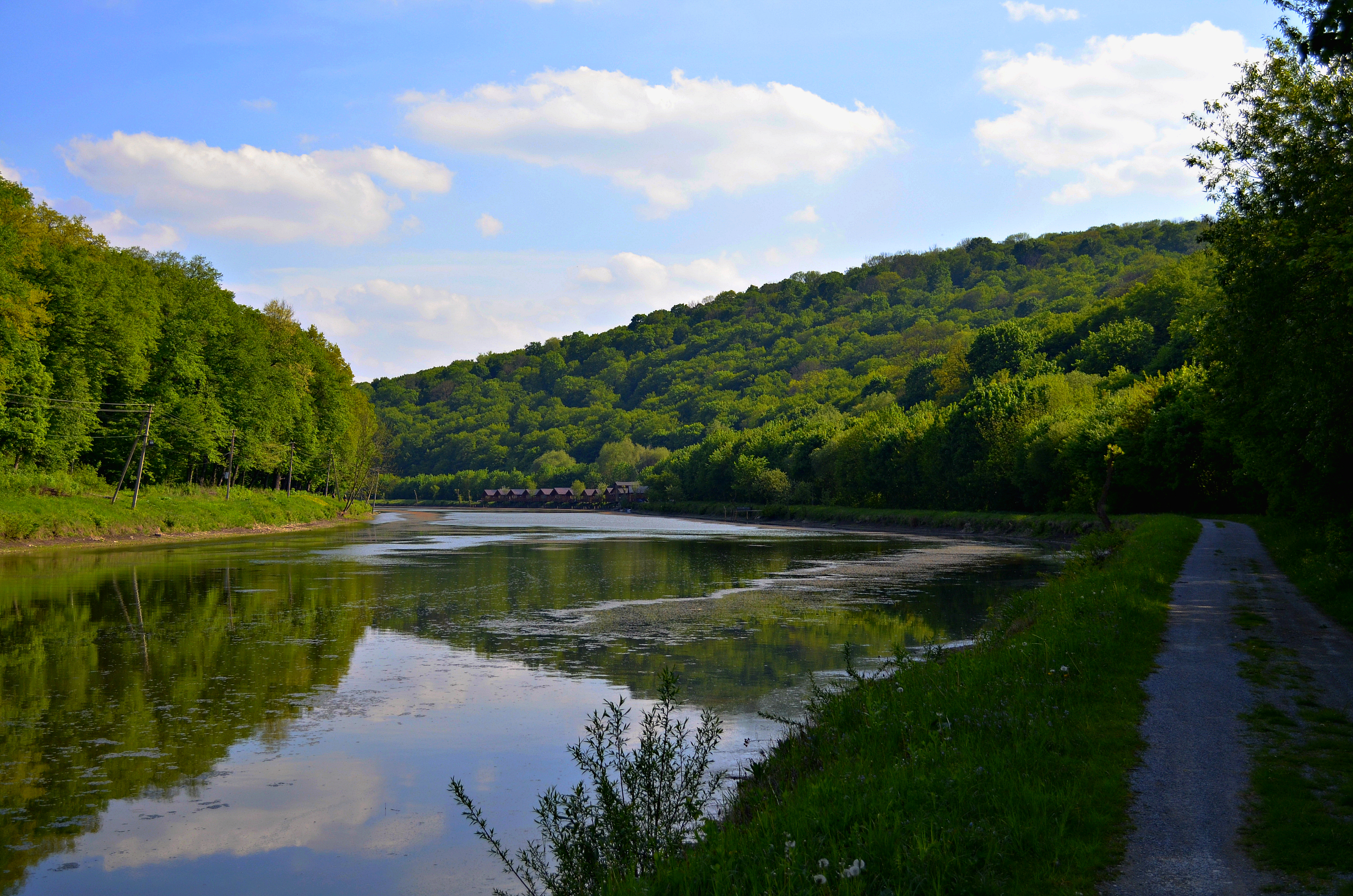
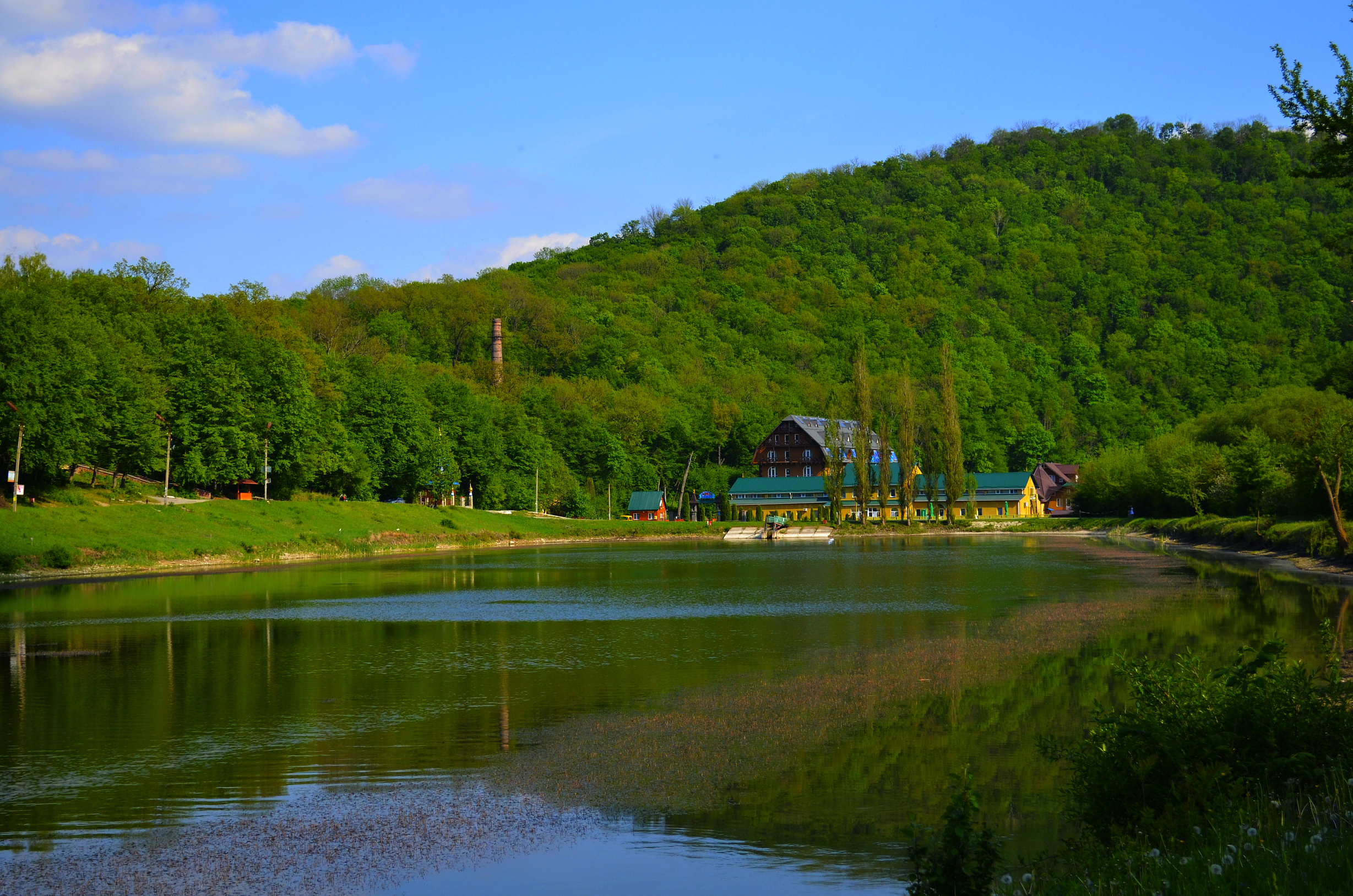